# Montclar, Aude
Montclar är en kommun i departementet Aude i regionen Occitanien  i södra Frankrike. Kommunen ligger  i kantonen Montréal som ligger i arrondissementet Carcassonne. År 2022 hade Montclar 177 invånare.

## Befolkningsutveckling
Antalet invånare i kommunen Montclar
Referens: INSEE